# Комедия (театр, Загреб)
«Комедия» (хорв. Kazalište Komedija) — городской театр оперетты в столице Хорватии городе Загребе, значительный культурный центр Загреба и Хорватии. Здесь впервые в Хорватии (и тогдашней СФРЮ) сыграли мюзикл (1969).
Театр расположен в самом центре города Загреба — на Каптоле — и занимает часть комплекса бывшего францисканского монастыря.

## Информация
Загребский городской театр «Комедия» был создан 1 ноября 1950 года как правопреемник Загребского драматического театра и комического театра «Керемпух» (Kerempuh).
Основная деятельность театра включает постановку и исполнение музыкальных спектаклей — оперетт и комических опер с 1950 года, мюзиклов с 1960-х годов, рок- и поп-опер с 1975 года, а также драматических постановок — преимущественно комедий, классических и современных, как местных, так и международных комедиографов.
Художественный ансамбль театра — драматические актеры и актеры-певцы, хор, балет и оркестр — всего более 150 сотрудников, включая технический и обслуживающий персонал.
Первый спектакль на сцене театра «Комедия» был сыгран 29 ноября 1950 года, и в целом коллектив за свою историю существования сыграл их около 13 000 и 300 различных наименований. Из крупнейших хитов «Комедианты»: мюзиклы Ялта, Ялта (Гргич — Кабильйо), Guslač na krovu (Bock — Stein) оперетты Zemlja smiješka (Легар), Kneginja čardaša (Кальман), Šišmiš (Штраус) комедии Probudi se, Kato (Гргич), Klupko (Budak) и рок-оперы Gubec beg (Krajač — Metikoš — Prohaska) и Grička vještica (Krajač — Metikoš — Prohaska).
Театр «Комедия» получил множество престижных наград как за свои воплощенные проекты, так и личные награды ярких членов творческого коллектива.